# Артистичне плавання на Чемпіонаті світу з водних видів спорту 2023 — соло, технічна програма (чоловіки)
Змагання з артистичного плавання в технічній програмі соло серед чоловіків на Чемпіонаті світу з водних видів спорту 2023 відбулися 14 і 17 липня 2023 року.

## Результати
Попередній раунд відбувся 14 липня о 09:27 за місцевим часом. Фінал відбувся 17 липня о 14:00 за місцевим часом.
| Місце | Плавець                     | Країна          | Попередній раунд | Попередній раунд | Фінал    | Фінал |
| Місце | Плавець                     | Країна          | Очки             | Місце            | Очки     | Місце |
| ----- | --------------------------- | --------------- | ---------------- | ---------------- | -------- | ----- |
| 1     | Фернандо Діас Дель Ріо Сото | Іспанія         | 220.4034         | 1                | 224.5550 | 1     |
| 2     | Кеннет Годе                 | США             | 214.4916         | 2                | 216.8000 | 2     |
| 3     | Едкард Кім                  | Казахстан       | 180.5634         | 5                | 216.0000 | 3     |
| 4     | Густаво Санчес              | Колумбія        | 202.2200         | 3                | 204.8617 | 4     |
| 5     | Ранджуо Томблін             | Велика Британія | 166.8601         | 6                | 193.7500 | 5     |
| 6     | Кантінан Адісайсірібутр     | Таїланд         | 157.5800         | 8                | 180.1168 | 6     |
| 7     | Хоель Бенавідес Лепе        | Мексика         | 163.5466         | 7                | 170.7166 | 7     |
| 8     | Кантен Ракотомалала         | Франція         | 186.7233         | 4                | 167.3266 | 8     |
| 9     | Хав'єр Енріке Руісанчес     | Пуерто-Рико     | 125.8333         | 10               | 136.8817 | 9     |
| 10    | Енді Мануель Авіла Гонсалес | Куба            | 128.4033         | 9                | 136.3867 | 10    |